# 嗜冷生物
嗜冷生物是嗜极生物的一种，能够在低温的环境保持生长和繁殖的能力。与之对比的是通常生活在高温环境的嗜热生物。嗜冷细菌在地球上分布很广，因为地球表层很大一片区域的温度都低于15度。它们通常存在于高山或极地土壤、高纬度地区及大洋深处，也存在于被冰、雪、或冰川覆盖的地方。天体生物学家对嗜冷生物很感兴趣，他们试图通过其创建一个关于地外生命可能性的理论。在地球微生物学中，嗜冷细菌也被用来研究微生物在地球化学过程中的活动。
嗜冷生物有着许多不同的新陈代谢方式，包括光合作用、化学自养（也被称为化能合成）、异养以及形成强健的、多样性的种群。大多数嗜冷生物属于细菌或古菌，它们在微生物谱系中也分布广泛。另外，有研究发现在高山雪原低氧地区存在嗜冷的真菌。另外一类真核耐寒生物是雪生藻类，可致西瓜雪的发生。鉴别嗜冷生物主要观察下列特征：脂类细胞膜在化学上能否抵御由极寒带来的硬化，使得其内蛋白质呈现出“抗冻能力”，在水的熔点以下仍然能够保持其内环境为液态并且保护其DNA免受伤害。